# Antonio González-Vigil
Antonio González-Vigil (Vitoria, Álava, España, 1954) es un productor, guionista y director de cine español.

## Filmografía
- Cuerpo a cuerpo (1981) - Script.
- Operación Comix [CORTOMETRAJE] (1984) - Director y guionista.
- El parque de la Santísima Sunvención [CORTOMETRAJE] (1984) - Director y guionista.
- Delirios de amor (1986) - Director, guionista y productor.
- Delirios de amor [TV] (1989) - Director, guionista y productor.
- Sé infiel y no mires con quién [TV] (1993) - Guionista.
- Costus (1995) - Guionista.
- Hernán Cortés (origen de un sueño) (1997) - Guionista.
- Corazones púrpura (1997) - Guionista.
- Dama de noche (un retrato de Julio Romero  de Torres) (1998) - Guionista
- En nombre de la rosa [DOCUMENTAL] (2000) - Director.
- Oro diablo (2000) - Dirección artística.
- Un paso adelante (2003) - Dirección artística.
- Naranjo en flor (2006) - Director, guionista y productor.[2]

## Filmografía atribuida judicialmente
- Gitano (2000) - Guionista atribuido judicialmente (los que constan son Manuel Palacios y Arturo Pérez-Reverte). El año 2011 un juez resolvió que los guionistas habían plagiado el trabajo de Antonio González-Vigil, tras tres sentencias previas que lo descartaban; la última sentencia no era recurrible.[3]